# نوکیا ای۷۱
نوکیا ای۷۱ یک گوشی از سری ئی شرکت نوکیا است.
این گوشی دارای یک دوربین ۳،۲ مگاپیکسلی می‌باشد ابعاد آن ۱۰×۵۷×۱۱۴ میلی‌متر و وزن آن ۱۲۷ گرم است. رویه گوشی را صفحه نمایش ۲،۴ اینچی (با ۱۶ میلیون رنگ) احاطه کرده‌است و به نمایشگر TFT مجهز شده‌است. این گوشی از سیستم‌عامل سیمبیان نسخه ۹٫۲ + سری ۶۰ ویرایش سوم بهره می‌برد.

## نگارخانه

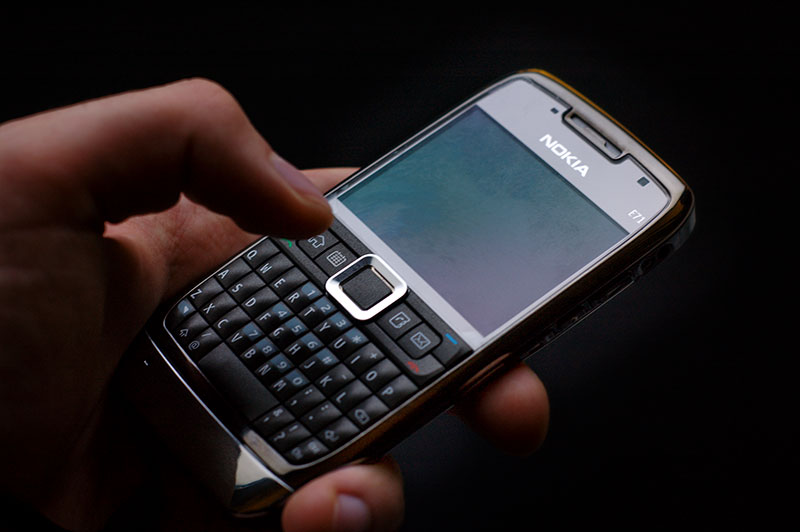